# Hysun3000
Hysun3000 ist ein Wasserstoff-Leichtfahrzeug. Es ist das erste vom TÜV zugelassene Wasserstofffahrzeug in der Klasse bis 184 kg. Die Zulassung erfolgte am 31. August 2004. Das Projektteam von HYSUN3000 besteht aus ehrenamtlichen Mitarbeitern, die in ihrer Freizeit an der Konstruktion des Fahrzeugs und an der medialen Aufbereitung des Projekts mitwirken. An dem Projekt sind zudem mehrere wissenschaftliche Hochschulen so u. a. die Fachhochschule Esslingen und weitere Institute beteiligt, die die Komponenten des Fahrzeugs gebaut haben. Das Bundesumweltministerium hat die Schirmherrschaft für die Rekordfahrt übernommen. Das Projekt HYSUN3000 ist weltanschaulich unabhängig.
Es wird von einer Brennstoffzelle der Firma Ballard Power Systems angetrieben und verfügt über eine zusätzliche Möglichkeit,  Energie in einer angeschlossenen Batterie oder sogenannten Super Caps (Doppelschicht-Kondensatoren) zu speichern. Um effizient mit vorhandener Energie umzugehen, ist es möglich, zum Beispiel die Bewegungsenergie einer Bergabfahrt umzuwandeln und in den oben genannten Medien zu speichern und sie zu einem späteren Zeitpunkt wieder zu benutzen.
Hysun3000 hat zwei Weltrekorde eingefahren. Es ist das Brennstoffzellenfahrzeug mit der höchsten Reichweite pro Tankfüllung (1600 km) und es ist das energieeffizienteste Auto mit Straßenzulassung. Hysun3000 hat auf seiner Jungfernfahrt von Berlin nach Barcelona mit einem Abstecher in die Niederlande eine Strecken von 3000 km mit nur 3,3 kg Wasserstoff bewältigt. Das entspricht einen Benzinverbrauch (LHV; noch nicht Wirkungsgrad korrigiert) von 0,406 l auf 100 km.
Hysun3000 ist seit 2008 eines der wichtigsten Exponate der Ausstellung Arte Sustenibile UNO, die der Konzeptkünstler Samuel J. Fleiner zusammengestellt hat und die unter der Schirmherrschaft der Deutschen UNESCO-Kommission steht.